# 채상덕
채상덕(蔡相悳, ? ~ 1926년) 호는 심호(深湖), 황해도 사리원 출신이다.

## 생애
1895년 을미의병에 참여하였고, 1910년 일제에 의하여 조선이 강점되자 남만주로 망명하여 독립운동을 준비하였다.

### 통군부와 통의부
1920년 일본군의 만주 출병 이후 남북 만주 각지에 분산된 독립군들이 이념적으로도 대립되자 효과적인 독립전쟁을 수행하기 위해 1922년 2월에 남만주지역에서 활동하던 서로군정서(西路軍政署)를 비롯한 대한독립단(大韓獨立團), 벽창의용대(碧昌義勇隊), 광복군총영(光復軍總營), 광한단(光韓團), 보합단(輔合團) 등 각 군단의 대표들이 관전현(寬甸縣)에 모여 남만통일회의(南滿統一會議)를 개최하고, 대한통군부(大韓統軍府)가 조직되어 총장에 취임하였다.
대한통군부 성립 이후 여기에 참여하지 않은 독립운동단체들과도 통합을 교섭하여, 1922년 8월 남만한족통일회(南滿韓族統一會)가 다시 개최된 결과 대한통의부(大韓統義府)가 조직되어 부총장에 선임되었다. 그런데 국내에서 온 양기탁(梁起鐸)과 전덕원(全德元)의 불화가 있었다. 분열의 발단은 개인적인 문제나 인선, 조직 등의 표면적인 문제보다는 1920년 이래로 계속되어 온 공화적 민주주의 계열과 복벽적 민족주의 계열의 이념논쟁이었다.
제5중대장 김명봉(金鳴鳳)과 부대장 조태빈이 통의부를 불신한다는 혐의로 피살되고, 제5중대의 무기가 타 중대에 의하여 강제로 압수되는 불상사가 발생하자 전덕원은 환인현(桓仁縣)에서 새로이 항일군단을 조직하여 통의부에서 분립을 선언하고 의군부를 조직하였다.

### 의군부의 분리
1923년 2월 대한통의부와 의군부(義軍府)로 분열되자 의군부에 가담하였다. 의군부에서 군무부장 전덕원, 정무부장 김유성(金有聲), 재무부장 이병기(李炳基), 사령장 오석영(吳錫泳), 부관 강규묵, 참모장 박대호(朴大浩), 대대장 박일초(朴一楚) 등과 함께 총장으로 활동하였다. 의군부는 융희(隆熙) 연호를 사용하였고, 통의부를 적대시하여 통의부 관할 지역을 점령하고 항일활동을 전개하였다.

### 최후
1925년 참의부(參議府)의 고마령(古馬嶺) 참변 소식을 듣고 통분하여 자결, 순국하였다.

## 사후
- 대한민국 정부는 고인의 공훈을 기리기 위하여 1995년 건국훈장 대통령장을 추서하였다.

## 같이 보기
- 독립유공자로 대통령장을 수여받은 사람

## 참고자료
- 국가보훈처 공훈록